# دار القايد (مستغانم)
دار القايد  معلم أثري يعود لأواخر القرن الخامس عشر. وهو عبارة عن منزل عربي تم بناؤه في العهد العثماني حيث نزل مصطفى قايد المسراتي، أحد الشخصيات التي كان لها نفوذ وسلطة في تلك الفترة. يتكون من واجهة أمامية وطابقين أرضي وعلوي، أصبح متحفاً للفنون الشعبية بمبادرة من ولاية مستغانم وقد تم ترميمه سنة 1998م.

## المظهر الخارجي للبيت

صورة قديمة لدار القايد

يتكون هذا المنزل من طابقين وواجهة رئيسية واحدة في الجهة الشمالية الشرقية، يتوسط الطابق الأرضي منها مدخل رئيسي بسيط عبارة عن فتحة باب عرضها 1.5 معقودة بعقد حدوي، وهو ما توضحه أيضاً صورة قديمة التقطت في العهد الاستعماري، حيث يغلق عليه باب خشبي ذو مصراعين، هو الآخر استبدل أثناء ترميمه مؤخراً.
في كلا جانبي هذا المدخل نجد فتحتين ضيقتين مُسيجتين ومتماثلتين تتوسط اليمنى منها فتحتين مستحدثتين، الوظيفة الأساسية لكل هذه الفتحان تنوير السفيفة وتهويتها، وهي ميزة تميزت بها المباني الجزائرية في العهد العثماني خاصة في الطوابق الأرضية.
وأما بالنسبة للطابق الأول فتتوسطه كتلة بارزة تعلو المدخل الرئيسي محمولة على ثلاثة روافد حجرية، تتوسطها هي الأخرى نافذة بدفتين خشبيتين مقوسة في أعلاها بعقد حدوي يحتوي بطنه على شمسية، وعلى كلا جانبي هذه الكتلة البارزة نجد نافذتين متماثلتين يعلوهما عقد متجاور منكسر.
يلي هذا الطابق الذي جاءت جدران واجهته الرئيسية محمولة على روافد حجرية صغيرة، نجد في أسفلها شريط من عقود نصف دائرية تحيط بأعلى واجهة الطابق الأول.

## المظهر الداخلي للبيت
يؤدي المدخل الرئيسي إلى سقيفة مستطيلة (قاعة استقبال في الوقت الحاضر)، طولها 11 متر وعرضها 2.5 متر، ذات أرضية من بلاطات خزفية وسقف من عوارض خشبية حديثة، نجد على يمينها فتحة باب معقودة بعقد نصف دائري تؤدي إلى سلم صاعد إلى الطابق الأول، درجاته من الحجر محفوف بدرابزين من الحديد.
وفي وسطها فتحة باب ثانية يعلوها عقد نصف دائري مقابلة للمدخل الرئيسي ومفتوحة على رواق يحيط بالصحن من جهاته الأربع، حيث كسيت أسافل جدرانه وإطارات نوافذ وأبواب القاعات الموزعة على جهاته بمربعات خزفية متنوعة غير أصلية.

## وصلة خارجية
- دار القايد بمستغانم

## أنظر أيضا
- برج الترك

1. ↑  "دار القايد قصبة الدرب - طبانة". vitaminedz.com. مؤرشف من الأصل في 2023-01-07. اطلع عليه بتاريخ 2023-01-07.
2. ↑  المصدر : مصلحة التراث - مديرية الثقافة